# Понферрадіна
«Понферрадіна» (ісп. Sociedad Deportiva Ponferradina, S.A.D.) — іспанський професіональний футбольний клуб з Понферради. Заснований 1922 року. Домашні ігри проводить на стадіоні «Естадіо Ель Торалін» місткістю 8 800 глядачів.

## Досягнення
- Чемпіон Сегунди Дивізіону Б: 2004-05, 2007-08, 2009-10
- Чемпіон Терсери Дивізіону: 1957-58, 1965-66, 1986-87